# Cochenillelus
Cochenillelusen (Dactylopius coccus) er en skjoldlus, der oprindeligt levede i de subtropiske dele af Sydamerika og Mexico, hvor aztekerne kendte til at bruge dem til farvning, men den er også indført på de Canariske øer fra Mexico af europæerne, der ville kunne udvinde den sjældne farve selv.
Denne type insekt, en primært sessil parasit, lever på kaktusplanter, hvor den lever af fugten og næringsstofferne i kaktussen. Insektet producerer karminsyre, hvilket holder angribere på afstand. Karminsyre kan ekstraheres fra insektets krop, ligesom æg, der bruges til at producere karminfarve. Karmin bruges primært til madfarve og kosmetik.